# Foederatio Internationalis Una Voce

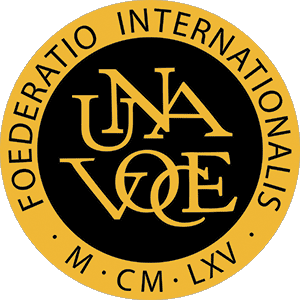

Una voce (Foederatio Internationalis Una Voce, FIUV) è una federazione internazionale di cattolici tradizionalisti con lo scopo particolare di diffondere la tradizione liturgica latino-gregoriana e la Messa tridentina.
La federazione riunisce 37 associazioni presenti in 30 paesi e ogni due anni svolge la propria assemblea internazionale. In Italia esistono tre differenti denominazioni: Una Voce Italia, con sezioni in tutta la penisola, il sito torinese Inter Multiplices Una Vox e il Coordinamento di Una Voce delle Venezie, che riunisce le sezioni italiane del Triveneto.
In Italia non é strettamente richiesto essere fedeli cattolici ma solo condividere i fini dello statuto.
Una Voce è un’associazione privata e internazionale di fedeli cattolici, che osserva le disposizioni del Codice di diritto canonico e dipende dalla Pontificia Commissione Ecclesia Dei. Una Voce è un'istituzione appartenente alla Chiesa cattolica, costituita esclusivamente da fedeli laici cattolici.
A norma dei canoni 321 e 325, e dei propri statuti approvati dalla Chiesa, i membri dell’associazione la dirigono e amministrano, e hanno il potere di designarne il presidente. Le risorse economiche e i beni acquisiti (non ecclesiastici) sono di proprietà privata dell’associazione e dei suoi membri.

## Origine del nome
Il nome deriva dalla prefazione del canone romano che alla fine recita: Quam laudant Angeli atque Archangeli, Cherubim quoque ac Seraphim: quio non cessant clamare quotidie, una voce dicentes Sanctus, Sanctus, Sanctus.

## Storia
La fondazione risale al 1962 allorché la dottoressa Borghild Krane (1906-1997), eminente psicologa norvegese di Oslo, rivolse un appello ai cattolici interessati alla difesa e alla conservazione del ricco patrimonio liturgico della Chiesa latina. Tra il 1964 e il 1965, a seguito di tale appello, nacquero una serie di associazioni nazionali, a cominciare dalla Francia, dove il 19 dicembre 1964 a Parigi, sotto la direzione di Georges Cerbelaud-Salagnac, nacque la Foederatio Internationalis Una Voce (o FIUV). Krane, suo fondatore, morì il 14 ottobre 1997.
L'organizzazione sosteneva che mentre il Concilio Vaticano II aveva introdotto le liturgie in lingua vernacolare, in realtà non avesse proibito la Messa in latino e che le messe regolari in latino avrebbero dovuto essere mantenute nei giorni feriali e domenicali. I membri della FIUV intendevano la tradizionale Messa latina come un legame diretto con la Chiesa primitiva degli apostoli e come un modo per custodire e trasmettere il mistero della maestà divina. Accusati di elitarismo per l’enfasi posta sul latino e sulle forme private di devozione religiosa, il gruppo fu definito come ultraconservatore dall’organista James E. Frazier, della Chiesa episcopale. I membri della FIUV rifiutarono il paragone coi fondamentalisti.
All'inizio del 1965 I delegati di sei associazioni europee si incontrarono a Roma. La Federazione Internazionale fu ufficialmente costituita a Zurigo l'8 gennaio 1967, quando i delegati delle prime 20 associazioni approvarono la bozza di statuto ed elessero il primo Consiglio.
Durante l'incontro il dottor Eric de Savenhem fu eletto presidente all'unanimità. Fu sempre rieletto all'unanimità in tutte le successive Assemblee fino alle dimissioni rassegnate per motivi personali nel gennaio 1995. Gli succedette Michael Davies della Gran Bretagna.
L’azione dei capitoli nazionali di Una Voce, in particolare dell'associazione inglese (The Latin Mass Society), riuscì a impedire la completa messa al bando della Messa tridentina, già totalmente emarginata dal mondo cattolico. Nella prima metà degli anni '70 Una Voce lottò praticamente da sola contro l'imposizione arbitraria del Novus Ordo Missae e contro i gravi e innumerevoli abusi liturgici commessi nel silenzio dei vescovi. L’adesione di personalità del mondo artistico e culturale, come quella dei compositori Maurice Duruflé e Olivier Messiaen, favorì l’accusa di dilettantismo da parte degli oppositori del movimento, distogliendo l'attenzione dal vero motivo della resistenza ai cambiamenti indiscriminati: l'ambiguità del rito della Messa, suscettibile di essere interpretata come un rito cattolico o protestante, così come evidenziavano gli scritti di Fabio Vidigal Xavier de Silveira, Louis Salleron e Jean Madira.
Attraverso i loro bollettini, le varie associazioni contribuirono a diffondere alcuni degli studi più seri sulla sacra liturgia, realizzando pienamente uno degli scopi del Vaticano II: la promozione dell'apostolato dei laici nella Chiesa.
Quando il 29 agosto 1976 mons. Marcel Lefebvre celebrò la Messa di Lilla, Una Voce era attiva da quasi un decennio. Il merito di quello che fu soprannominato "l'arcivescovo ribelle" fu quello di attirare i riflettori dell’epoca su un problema che si trascinava da anni, obbligando la gerarchia cattolica a non ignorarlo o porlo sotto silenzio. Il trionfalismo dei fautori della riforma liturgica postconciliare pubblicamente e drammaticamente screditato, sebbene i laici di Una Voce avessero aperto la strada.
Il 25 luglio 1996 il cardinale Joseph Ratzinger espresse la propria gratitudine e impartì la benedizione alla Federazione Internazionale per il «ruolo importante nel sostenere l'uso dell'edizione del 1962 del Messale Romano in obbedienza alle direttive della Santa Sede».
Nel 2005 la reazione alla nomina di Ratzinger al soglio pontificio fu molto calorosa. L’influenza della Federazioni sulla gerarchia cattolica condusse ad una vasta implementazione del motu proprio ‘‘Summorum Pontificum’’ per l’attuazione della Messa tridentina senza autorizzazione o indulto da parte dei vescovi diocesani.

### Attualità
Ogni associazione nazionale è un organismo autonomo, ma la Federazione Internazionale è nella posizione migliore per rappresentare le preoccupazioni comuni dei cattolici di tutto il mondo al più alto livello del governo ecclesiastico. La Federazione è riconosciuta dalla Santa Sede. Far conoscere i bisogni spirituali dei fedeli ai pastori spirituali è un diritto sancito dalla Lumen Gentium (n. 37) e dal Codice di Diritto Canonico (can. 212).

## Principi
La Federazione e le associazioni operano secondo i seguenti principi:
1. Adesione incondizionata alla Santa Madre Chiesa e al suo Magistero;
2. Piena comunione con il Santo Padre[3][6][16];
3. Coesistenza del rito tridentino con le messe in lingua vernacolare[6][16][17];
4. Obbedienza alle autorità legittime, secondo il principio di san Tommaso d'Aquino: la retta ragione e la legge morale;
5. Vita di dedizione di fedeli impegnati secondo lo spirito lasciato in eredità dai fondatori del Movimento;
6. Opera coerente con gli scopi dell'Associazione.

## Finalità
Il movimento si propone di:
1. Garantire il mantenimento della tradizionale Messa romana[18][19] datata da San Gregorio Magno così come codificata nel Messale Romano da Papa San Pio V, e ‘’poi riveduta’’ da Papa San Giovanni XXIII, sia nella lettera che nella pratica, come una delle forme di celebrazione liturgica riconosciuta e onorata nella vita liturgica universale.
2. Ottenere l'uso gratuito di tutti gli altri libri liturgici romani che "fanno tesoro delle forme liturgiche e disciplinari della tradizione latina".
3. Tutelare e promuovere l'uso del latino, del canto gregoriano, della polifonia sacra e dell’arte sacra tradizionale nella liturgia della Chiesa cattolica[3][6];
4. Promuovere attivamente l'istituzione di parrocchie e cappellanie non giurisdizionali in cui siano utilizzati esclusivamente i libri liturgici utilizzati nel 1962.

## Operatività
Ogni due anni viene convocata un'Assemblea Generale, a Roma, durante la quale si tengono le elezioni del Consiglio e della Presidenza, si revisionano gli statuti, si accolgono le nuove associazioni e si analizza il funzionamento dell'organizzazione. Vi partecipano tutte le associazioni aderenti, attraverso la rappresentanza di un delegato, che riferisce sui contributi e sulla gestione nel proprio Paese. L'attuale presidente è James Bogle, nominato da Una Voce Australia. L'ammissione o l'incorporazione dei fedeli a Una Voce si realizza mediante i Capitoli nazionali o regionali di ogni nazione.

## Prelati amici e protettori
Oltre al cardinale Alfredo Ottaviani, il cardinale Paul Augustin Mayer e il cardinale Joseph Ratzinger, fra i prelati che proteggono e favoriscono le attività dell’associazione si annoverano:
- il Cardinale Darío Castrillón Hoyos;
- il Cardinale Malcolm Ranjith, Arcivescovo di Colombo-Sri Lanka;
- il Cardinale Raymond Leo Burke, Prefetto della Segnatura Apostolica;
- Mons. Fernando Arêas Rifan, membro dell’Amministrazione Apostolica Personale San Giovanni Maria Vianney/ Campos-Brasile;
- Mons. Athanasius Schneider, Vescovo Ausiliare di Astana-Kazakistan.

## Presidenti
Si riporta di seguito l’elenco dei presidenti della Federazione Internazionale:
- 1966-1992: Eric de Saventhem (Una Voce America);
- 1992-2004: Michael Davies (The Latin Mass Society of England and Wales);
- 2004-2005: Ralf Siebenbürger (Una Voce Austria);
- 2005-2006: Fra Fredrik Crichton-Stuart (Una Voce Scozia);
- 2006-2007: Jack Oostveen (Ecclesia Dei Delft dei Paesi Bassi);
- 2007-2013: Leo Darroch (The Latin Mass Society of England and Wales);
- 2013-presente: James Bogle (Una Voce Australia).

## Sostentamento
Una Voce è un'organizzazione religiosa cattolica senza scopo di lucro, sostenuta dai contributi monetari dei suoi membri e da contributi e donazioni volontarie.